# チポトレ

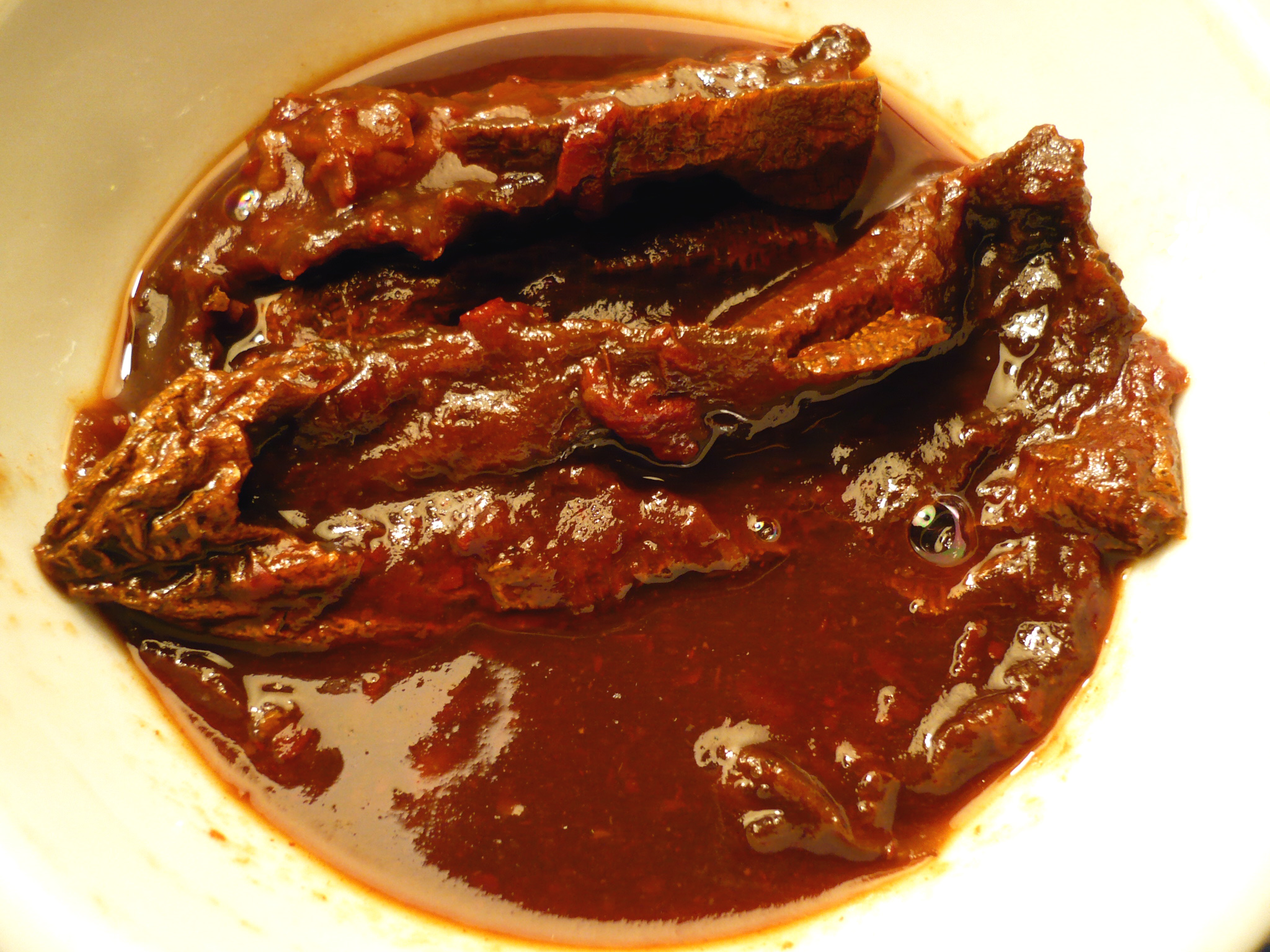
チポトレのアドボソース漬け

チポトレ（スペイン語: chipotle, chile chipotle、英語: chipotle ）は、燻製にした唐辛子を原材料とする香辛料。メキシコ料理やテクス・メクス料理で使用される。チポレ、チレ・チポトレ、チレ・チポレ、チポトレチリとも呼ばれる。

## 概要
生の唐辛子は腐敗しやすいため、長期間保存するためには乾燥、酢漬け、オイル漬けなどの方法が用いられる。
チポトレは、熟した唐辛子を乾燥したうえ燻煙することによって、長期間の保存を可能にしただけでなく、独特の香ばしさが加味された食品である。
メキシコでは、チポトレは熟したハラペーニョから作られる。アメリカ合衆国ではハバネロを燻製にした辛味のより強いチポトレも販売されている。乾燥したチポトレはそのまま使う他、酢漬けにしたりトマト、酢、唐辛子をベースとしたアドボソースに漬けたものを用いることもあり、後者は缶詰として市販されている。
チポトレの味は、単に辛いだけではなく、ドライフルーツの味、赤糖の甘さ、燻製味、たばこ、チョコレート味、マッシュルーム風味などと表現されることがある。
風味豊かなチポトレは料理との相性がよく、肉類、魚介類のほか、パスタ、柑橘類やサワークリーム、マヨネーズ、アイオリソースともよく合う。
日本人の場合、チポトレの風味を「鰹節のような」と表現することが多い。

## 歴史
チポトレの発祥は、テオティワカンの時代（紀元前2世紀から6世紀）にまでさかのぼることができる。ナワトル語の「チル」（chil、トウガラシ）＋「ペクトリ」（pectli、煙）を語源とする。
ハラペーニョが共同体の炉火の近くに落ち、炉火の熱と煙とで乾燥、燻煙されたものがチポトレの原型ではないかといわれている。